# Bahnhöfe in Kronberg (Taunus)
Dieser Artikel beschreibt die Bahnhöfe in Kronberg (Taunus). Die Stadt Kronberg im Taunus ist ein staatlich anerkannter Luftkurort im Hochtaunuskreis im Land Hessen.

## Bahnhof Kronberg
Der Bahnhof Kronberg (Taunus) ist ein Kopfbahnhof und gleichzeitig Endpunkt der Kronberger Bahn.

### Geschichte

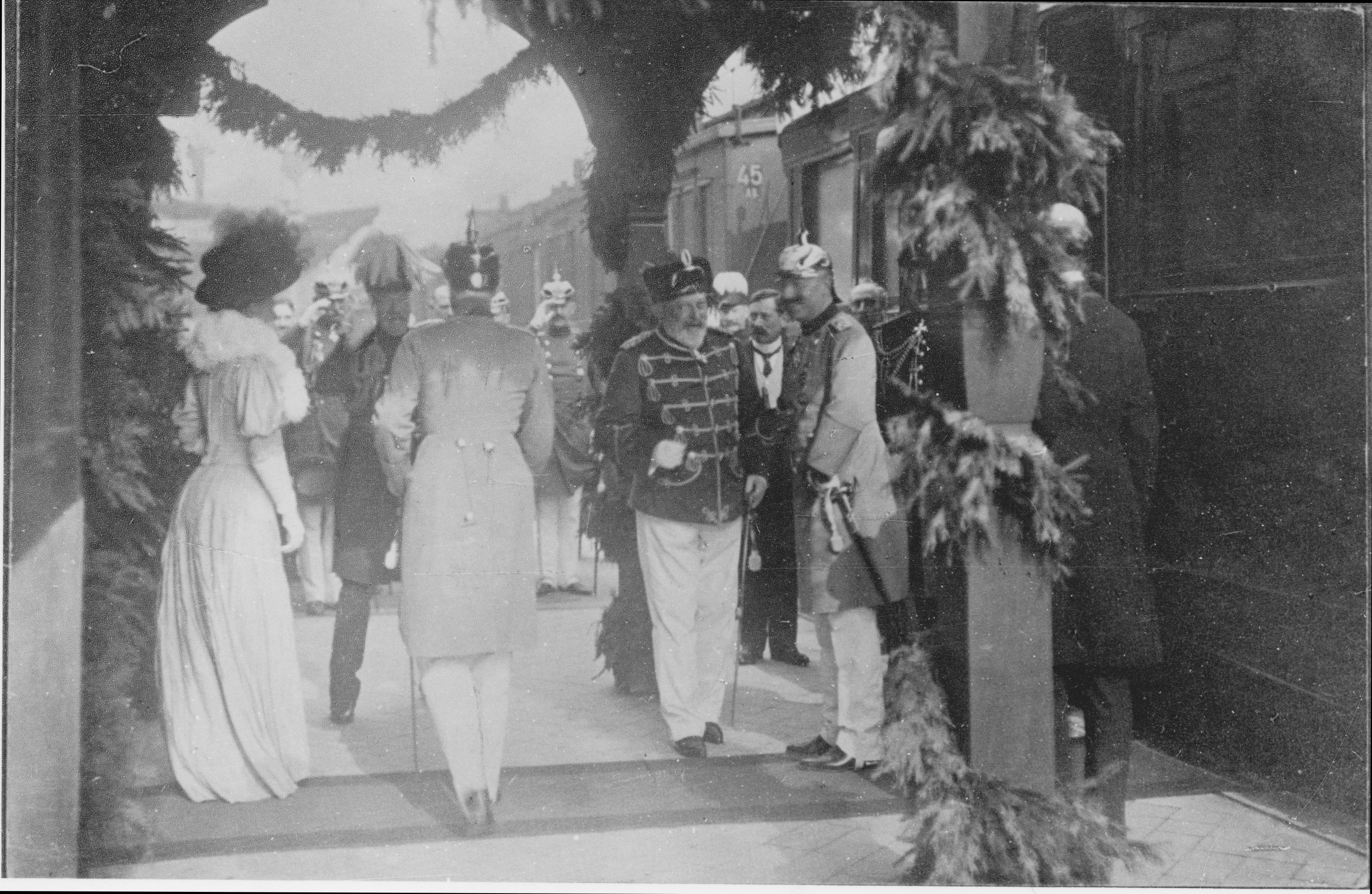
Kaiser Wilhelm II. auf dem Bahnhof Kronberg, rechts sein Sonderzug

1875 eröffnete die Cronberger Eisenbahn-Gesellschaft die Kronberger Bahn und somit den Personenbahnhof in Kronberg. Durch die Tallage bedingt waren die Güteranlagen im Vorfeld des Bahnhofs (südöstlich) gelegen. Von Kronberg gab es eine direkte Verbindung nach Frankfurt am Main. Anfang des 20. Jahrhunderts hatte der Personenbahnhof drei Gleise mit einer Umsetzmöglichkeit. 1914 übernahmen die Preußischen Staatseisenbahnen den Verkehr nach Kronberg. Schon seit 1954 verkehrten die Züge in einem halbstündlichen / stündlichen Takt. 1970 wurde die komplette Strecke elektrifiziert. Seit 1978 fährt die S-Bahn Rhein-Main auf der Strecke nach Kronberg.

### Bahnhof
Das Bahnhofsgelände und das Empfangsgebäude sind seit 2013 Eigentum der Stadt Kronberg. Das Empfangsgebäude ist ein Kulturdenkmal aufgrund des Hessischen Denkmalschutzgesetzes. Es handelt sich um ein langgestrecktes Gebäude südlich der Gleise aus dem Jahr 1914. Dieses ersetzte das 1875 erbaute Bahnhofsgebäude, das 1894 um einen Fürstenpavillon erweitert wurde. Das zweigeschossige Empfangsgebäude zeigt eine Dreigiebelfront. Alle drei Giebel sind verschiefert. Im Westen befindet sich ein einstöckiger Anbau. Die Perronhalle aus gusseisernen Rundpfeilern und Gitterträgern stammt ebenfalls von 1914.
Der  im privaten Besitz befindliche Lokschuppen nördlich des  Bahnhofes steht nicht unter Denkmalschutz. Dennoch wurde die Sanierung dieses Gebäudes 2012 mit dem Denkmalschutzpreis der Stadt Kronberg gewürdigt.
Die Stadt plante eine neue Nutzung, wie z. B. Wohnanlagen und eine P+R-Anlage zur Gestaltung dieses Geländes.
Der Bahnhof selbst hat heute nur noch einen benutzten Hausbahnsteig (Gleis 1; Länge: 225 m; Höhe: 76 cm) für die S-Bahn-Linie S4. Der nördlich liegende Bahnsteig (Gleis 2) wird im Regelverkehr nicht genutzt.

### Verkehr

#### S-Bahn
Die S4 fährt im 30-Minuten-Takt über Frankfurt Hbf nach Frankfurt Süd.
| Linie | Verlauf | Takt   |
| ----- | --- | ------ |
| S4    | Kronberg (Taunus) – Kronberg Süd – Niederhöchstadt – Eschborn – Eschborn Süd – Frankfurt-Rödelheim – Frankfurt (Main) West – Frankfurt am Main Messe – Frankfurt (Main) Galluswarte – Frankfurt (Main) Hbf tief – Frankfurt (Main) Taunusanlage – Frankfurt (Main) Hauptwache – Frankfurt (Main) Konstablerwache – Frankfurt (Main) Ostendstraße – Frankfurt (Main) Lokalbahnhof – Frankfurt (Main) Süd | 30 min |

#### Bus
Der Bahnhof Kronberg ist ein Knotenpunkt einiger städtischer und lokaler Buslinien:
- 71: Stadtbus Kronberg
- 72: Stadtbus Kronberg
- 73: Stadtbus Kronberg
- 85: Kronberg–Mammolshain–Königstein–Falkenstein
- 223: Idstein–Bermbach–Heftrich–Glashütten–Königstein–Kronberg
- 251: Kronberg–Oberhöchstadt–Steinbach–Weißkirchen–Frankfurt Nordwestzentrum
- 261: Königstein–Kronberg–Oberhöchstadt–Oberursel–Bad Homburg

## Haltepunkt Kronberg Süd

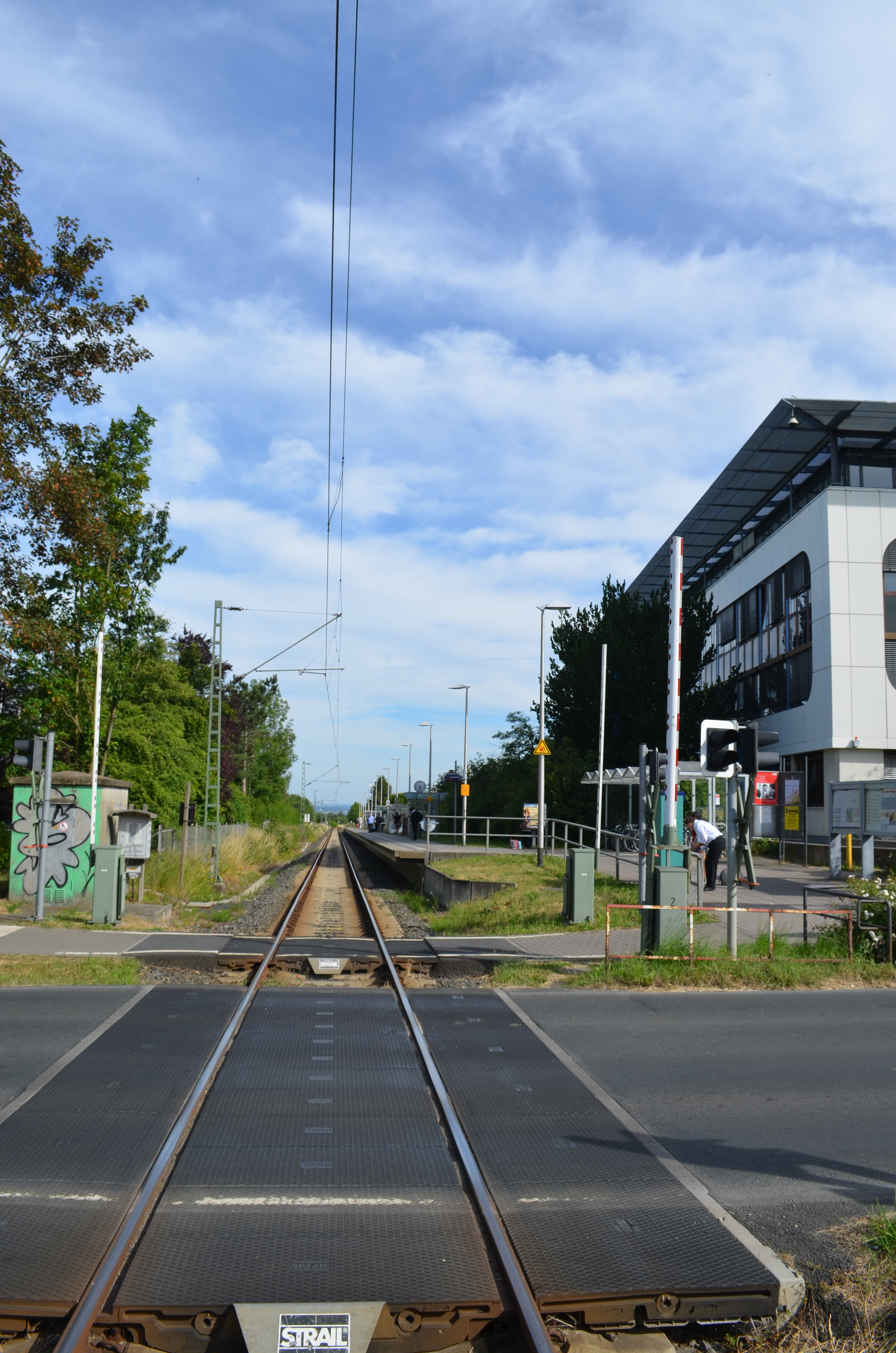
Haltepunkt Kronberg Süd

Der Haltepunkt Kronberg Süd ⊙ liegt an Streckenkilometer 8,3 der Kronberger Bahn im Süden Kronbergs.

### Geschichte
Der Haltepunkt wurde als nicht im Kursbuch veröffentlichte Werkshaltestelle Werk Braun eingerichtet. Er wurde nur während der Hauptverkehrszeit angefahren und war ausschließlich für Mitarbeiter der Braun GmbH nutzbar. Ende der 1990er Jahre wurde er ausgebaut und ist seit 1999 ein öffentlicher Haltepunkt. Inzwischen liegt das Einkaufszentrum „Westerbach-Center“ und andere große Gebäudekomplexe an der Haltestelle.

### Ausstattung
Die eingleisige Haltestelle hat einen 208 Meter langen und 96 cm hohen Bahnsteig. Der Bahnsteig hat mehrere Wartehäuschen. Vor dem Haltepunkt verläuft die Straße Am Schanzenfeld (L3015) mit einer Bushaltestelle. Neben dem Bahnsteig liegt eine B+R-Anlage.

### Anbindung
| Linie | Verlauf | Takt   |
| ----- | --- | ------ |
| S4    | Kronberg (Taunus) – Kronberg Süd – Niederhöchstadt – Eschborn – Eschborn Süd – Frankfurt-Rödelheim – Frankfurt (Main) West – Frankfurt am Main Messe – Frankfurt (Main) Galluswarte – Frankfurt (Main) Hbf tief – Frankfurt (Main) Taunusanlage – Frankfurt (Main) Hauptwache – Frankfurt (Main) Konstablerwache – Frankfurt (Main) Ostendstraße – Frankfurt (Main) Lokalbahnhof – Frankfurt (Main) Süd | 30 min |

In Kronberg Süd hält folgende Buslinie:
- 261: Königstein–Kronberg–Oberhöchstadt–Oberursel–Bad Homburg